# Universidad de Ciencias Aplicadas de Constanza
}}

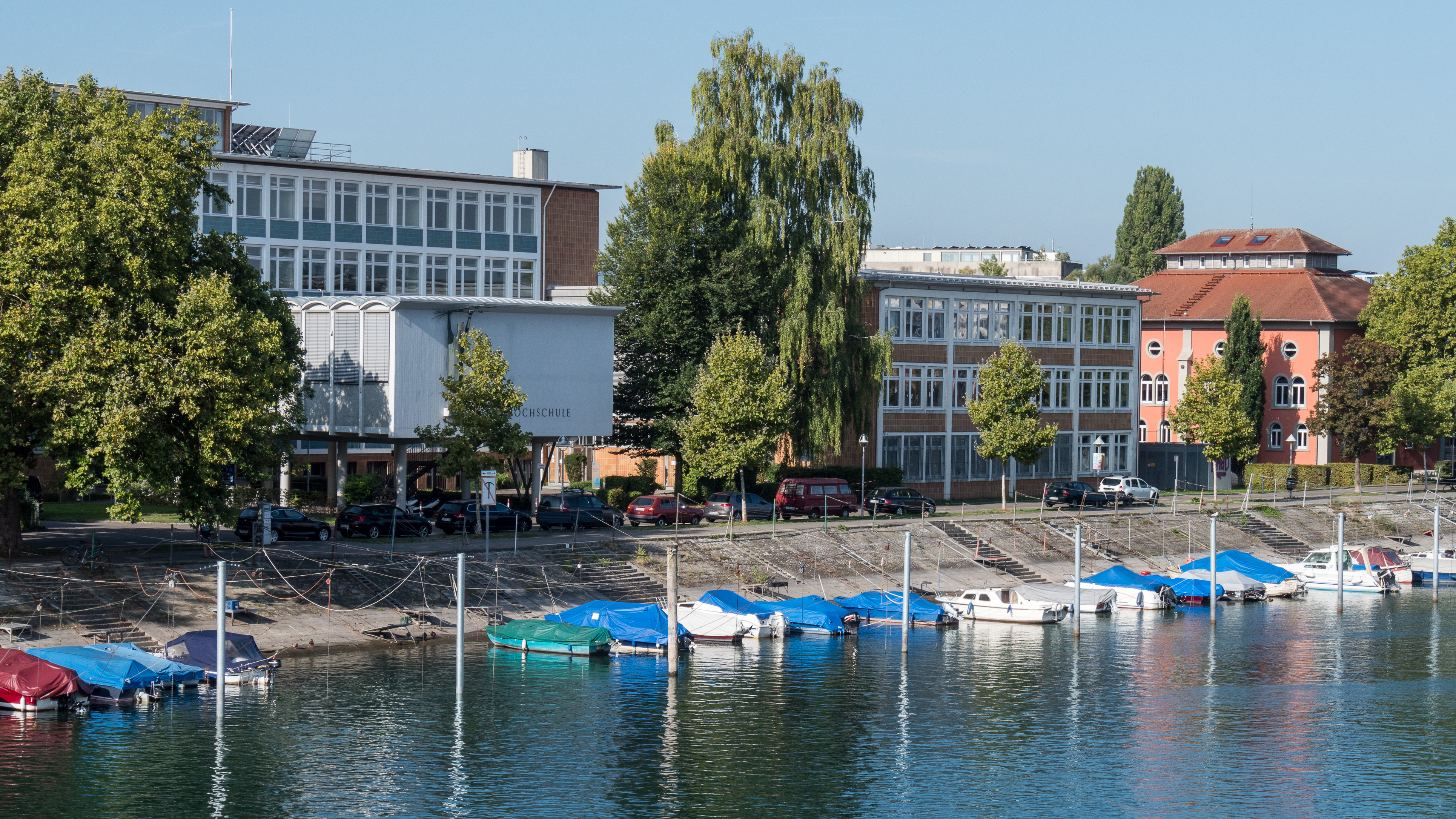
Edificio de la HTWG Konstanz a orillas del río Rin

La Universidad de Ciencias Aplicadas de Constanza, oficialmente HTWG Konstanz - Universidad de Ciencias Aplicadas (en alemán, Hochschule Konstanz Technik, Wirtschaft und Gestaltung) es una universidad de ciencias aplicadas con sede en Constanza (Baden-Württemberg). La HTWG Konstanz forma parte de la Asociación Científica de la Región de los Cuatro Países del Lago de Constanza. Es miembro fundador de la asociación doctoral de universidades de ciencias aplicadas de Baden-Württemberg, fundada en 2022. 

## HTWG Konstanz - Universidad de Ciencias Aplicadas
La universidad se fue ampliando gradualmente para incluir las facultades de Arquitectura y Diseño, Ingeniería Civil, Ingeniería Eléctrica y Tecnologías de la Información, Informática, Ingeniería Mecánica y Ciencias Económicas, culturales y jurídicas. El número de estudiantes aumentó de 1.012 en 1971 a alrededor de 4.800 en 2021.  Actualmente la universidad ofrece sobre 40 grados, incluyendo maestrías. 
El Studienkolleg de la Universidad de Ciencias Aplicadas de Constanza es la oficina central responsable del reconocimiento y revalidación de los certificados de todos los solicitantes extranjeros de las universidades de ciencias aplicadas de Baden-Württemberg. El Studienkolleg también ofrece cursos preparatorios para la prueba de evaluación requerida para la admisión a los estudios universitarios.

## Facultades

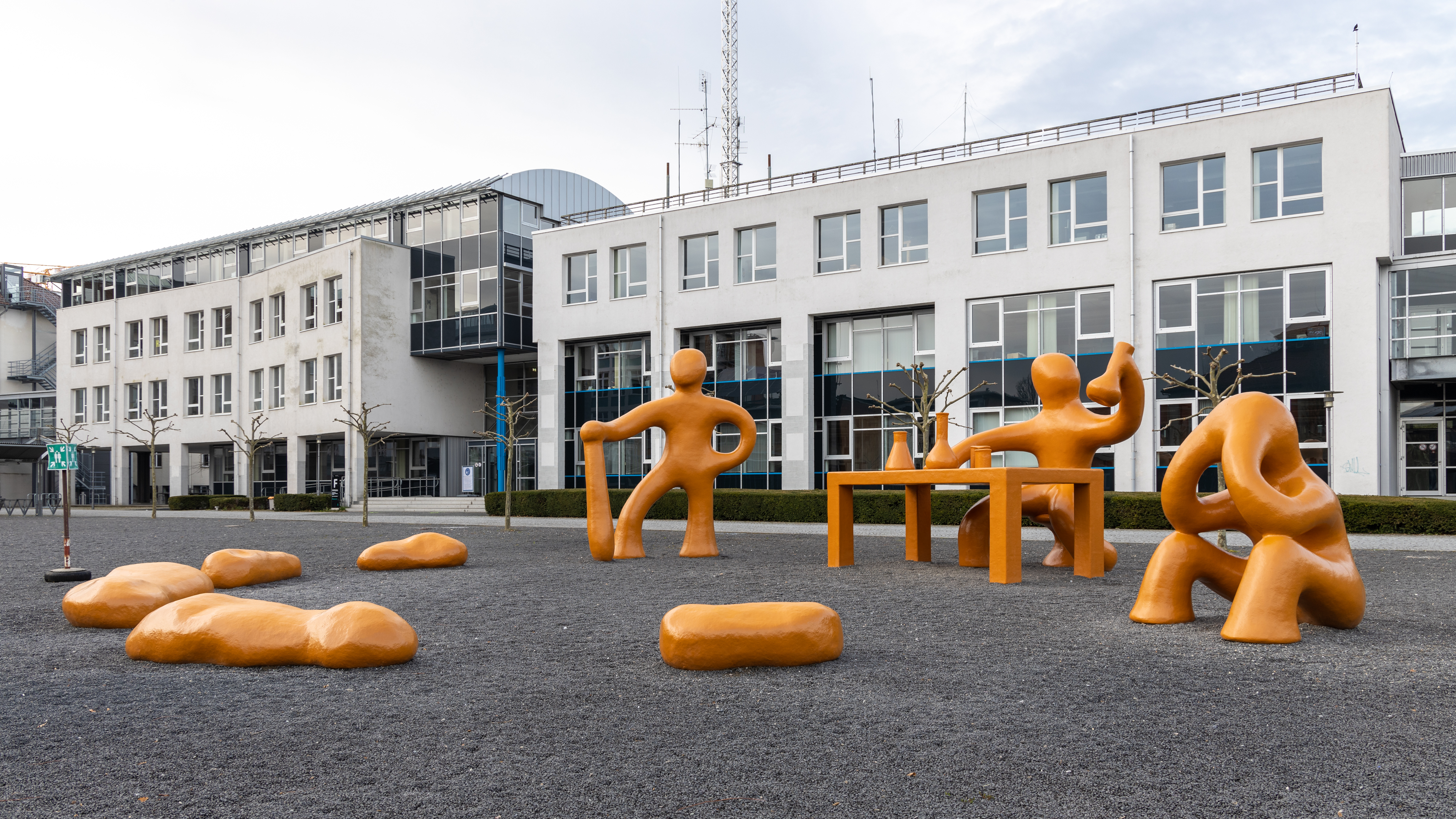
Edificio F y figuras del artista Joep van Lieshout.

La universidad cuenta con las siguientes facultades:
- Arquitectura y Diseño
- Ingeniería Civil
- Ingeniería Eléctrica y Tecnologías de la Información
- Informática
- Ingeniería mecánica
- Ciencias Económicas, Culturales y Jurídicas.